# Valencia Basket Club 2020-2021
Questa voce raccoglie le informazioni riguardanti il Valencia Basket Club nelle competizioni ufficiali della stagione 2020-2021.

## Stagione
La stagione 2020-2021 del Valencia Basket Club è la 32ª nel massimo campionato spagnolo di pallacanestro, la Liga ACB.

## Roster
Aggiornato al 14 luglio 2020.
| Valencia Basket Club 2020-21 | Valencia Basket Club 2020-21 |
| Giocatori                    | Staff tecnico                |
| ---------------------------- | ---------------------------- |

| N. | Naz.                                   | Ruolo | Nome                  | Anno | Alt.   | Peso   |  |
| -- | -------------------------------------- | ----- | --------------------- | ---- | ------ | ------ |  |
| 1  | Andorra (bandiera) · Spagna (bandiera) | P     | Quino Colom           | 1988 | 188 cm | 88 kg  |  |
| 2  | Serbia (bandiera)                      | G     | Vanja Marinković      | 1997 | 195 cm | 86 kg  |  |
| 3  | Slovenia (bandiera)                    | G     | Klemen Prepelič       | 1992 | 191 cm | 75 kg  |  |
| 4  | Spagna (bandiera)                      | AC    | Jaime Pradilla        | 2001 | 202 cm | 106 kg |  |
| 6  | Spagna (bandiera)                      | G     | Josep Puerto          | 1999 | 199 cm | 90 kg  |  |
| 7  | Francia (bandiera)                     | AC    | Louis Labeyrie        | 1992 | 208 cm | 100 kg |  |
| 9  | Belgio (bandiera)                      | P     | Sam Van Rossom        | 1986 | 188 cm | 88 kg  |  |
| 10 | Stati Uniti (bandiera)                 | C     | Mike Tobey            | 1994 | 213 cm | 115 kg |  |
| 12 | Serbia (bandiera)                      | A     | Nikola Kalinić        | 1991 | 202 cm | 105 kg |  |
| 14 | Montenegro (bandiera)                  | AC    | Bojan Dubljević (C)   | 1991 | 205 cm | 105 kg |  |
| 16 | Spagna (bandiera)                      | P     | Guillem Vives         | 1993 | 192 cm | 78 kg  |  |
| 19 | Spagna (bandiera)                      | AP    | Fernando San Emeterio | 1984 | 199 cm | 105 kg |  |
| 21 | Stati Uniti (bandiera)                 | AG    | Derrick Williams      | 1991 | 203 cm | 109 kg |  |
| 24 | Islanda (bandiera)                     | P     | Martin Hermannsson    | 1994 | 190 cm | 77 kg  |  |
| 30 | Spagna (bandiera)                      | AP    | Joan Sastre           | 1991 | 200 cm | 82 kg  |  |
| 42 | Spagna (bandiera)                      | A     | Millán Jiménez        | 2002 | 199 cm |        |  |
| 45 | Spagna (bandiera)                      | P     | Guillem Ferrando      | 2002 | 184 cm |        |  |
| -  | Islanda (bandiera)                     | G     | Hilmar Henningsson    | 2000 | 194 cm |        |  |

| Allenatore                                                                                                   |
| - Jaume Ponsarnau                                                                                            |
| Assistente/i                                                                                                 |
| - Borja Comenge - Juan Maroto - Javier Vilaplana Legenda - (C) Capitano - (IN) Inattivo - Infortunato Roster |

## Mercato

### Sessione estiva
| Acquisti | Acquisti           | Acquisti     | Acquisti   | Acquisti |
| R.a      | Nome               | da           | Modalità   |          |
| -------- | ------------------ | ------------ | ---------- | -------- |
| P        | Martin Hermannsson | Alba Berlino | svincolato |          |
| AG       | Derrick Williams   | Fenerbahçe   | svincolato |          |
| A        | Nikola Kalinić     | Fenerbahçe   | svincolato |          |
| G        | Klemen Prepelič    | Real Madrid  | svincolato |          |
| AC       | Jaime Pradilla     | Saragozza    | svincolato |          |

| Cessioni | Cessioni         | Cessioni          | Cessioni       | Cessioni |
| R.       | Nome             | a                 | Modalità       |          |
| -------- | ---------------- | ----------------- | -------------- | -------- |
| PG       | Jordan Loyd      | Stella Rossa      | fine contratto |          |
| AG       | Brock Motum      | Galatasaray       | rescissione    |          |
| A        | Alberto Abalde   | Real Madrid       | fine contratto |          |
| AP       | Aaron Doornekamp | Canarias Tenerife | fine contratto |          |
| AG       | Maurice Ndour    | Free agent        | fine contratto |          |

### Dopo l'inizio della stagione
| Acquisti | Acquisti     | Acquisti | Acquisti       | Acquisti      |
| R.       | Nome         | da       | Data           | Modalità      |
| -------- | ------------ | -------- | -------------- | ------------- |
| G        | Josep Puerto | Castelló | 5 ottobre 2020 | fine prestito |

| Cessioni | Cessioni    | Cessioni     | Cessioni         | Cessioni    |
| R.       | Nome        | a            | Data             | Modalità    |
| -------- | ----------- | ------------ | ---------------- | ----------- |
| P        | Quino Colom | Stella Rossa | 16 dicembre 2020 | rescissione |